# Pedicularis mexicana
Pedicularis mexicana är en snyltrotsväxtart som beskrevs av Joseph Gerhard Zuccarini och Aleksandr Andrejevitj Bunge. Pedicularis mexicana ingår i släktet spiror, och familjen snyltrotsväxter. Inga underarter finns listade i Catalogue of Life.